# Eriophorum viridicarinatum
Eriophorum viridicarinatum là loài thực vật có hoa trong họ Cói. Loài này được (Engelm.) Fernald mô tả khoa học đầu tiên năm 1905.